# Kronika z Janiny
Kronika z Janiny – bizantyńska kronika z przełomu XIV/XV wieku dotycząca dziejów Epiru. 
Przypuszczano, że autorami jej obszernej partii byli wymienieni w tekście: Komnen i Proklos. Badania filologiczne wykazały, że najprawdopodobniej mamy tu do czynienia z omyłką kopisty, który z imion despoty Janiny Tomasza Komnena, uczynił fikcyjnych autorów owej partii kroniki. Kronika jest nieocenionym źródłem informacji o historii Epiru w późnym średniowieczu. 